# Huis Landfort
Huis Landfort is een buitenplaats en voormalig havezate in Megchelen (Gemeente Oude IJsselstreek), in de Nederlandse provincie Gelderland. De buitenplaats is gelegen tegen de Duitse grens en kent een geschiedenis die teruggaat tot de vijftiende eeuw. 
De huidige buitenplaats (huis en park) is ontstaan aan het begin van de negentiende eeuw. Landfort is een zogenaamde complex historische buitenplaats, waarbij een monumentaal huis, met bijgebouwen een geheel vormt met omliggend park, tuin of bos. De buitenplaats is in 2017 in het bezit gekomen van stichting Erfgoed Landfort (sEL).

## Geschiedenis
De oudste vermelding van Landfort is afkomstig uit 1434 toen het huis verkocht werd aan Derick Van Bronckhorst en Batenburg. Dan heet het Lanck Voort, dat wijst op een voorde in de rivier de Oude IJssel. Het huis heeft edelen, leden uit de gegoede (Nederlandse en Duitse) middenstand en kooplieden als bewoners gehad. In het midden van de achttiende eeuw was het een jachthuis van de heren van Anholt. Landfort heeft vele wisselingen van eigenaren gekend, veelal doordat ze geen geld hadden de hypotheken en leningen te betalen.
Landfort werd ook wel een havezate genoemd, omdat het in eerste instantie adellijk bezit was. Een havezate had steevast grachten met een ophaalbrug en jachtterreinen. Het is bekend dat op Landfort houtwallen, boomgaarden, viswaters en veeverblijven zijn geweest. Het had een vierkant hoofdhuis met op iedere hoek een toren met helmdak. Aan het eind van de achttiende eeuw werden de hoektorens gesloopt. De houten kap uit de zestiende eeuw is in het huidige huis nog bewaard gebleven.
Tussen 1823 en 1827 werd er verbouwd en kreeg het huis de huidige vorm. Het oorspronkelijke huis werd als corps-de-logis opgenomen in een breed huis met uitwaaierende vleugels. De gevels werden volgens neoclassicistische stijlopvattingen gepleisterd en het dak werd bekroond met een torentje.

### Johann Albert Luyken
De huidige verschijningsvorm van Landfort is het resultaat van een metamorfose die de buitenplaats onderging in de jaren 1823-1827. De Amsterdamse medicus en botanicus Johann Albert Luyken (1785-1867) kocht de oude buitenplaats voor f 20.798,05 op een veiling. Dit grote bedrag werd hem geschonken door zijn 21 jaar oudere zus Stiencke Christina Woltmann-Luyken. Zij was een vermogende (kinderloze) weduwe, die woonde op een buitenplaats genaamd De Stolpe aan de Vecht.
Voor de herinrichting van Landfort werd de Duitse architect-aannemer Johann Theodor Übbing (1786-1864) uit het naastgelegen Anholt aangetrokken. Hij was werkzaam voor de vorstelijke familie Zu Salm-Salm, die in de Burg Anholt resideerde. Mogelijk werd Übbing uitgeleend aan de Luykens. Johann Albert Luyken bemoeide zich naar verluidt intensief met de herinrichting van Landfort. In de uitbreiding van het huis werden enige vertrekken opgenomen voor diens botanische hobby's, zoals een medische en botanische bibliotheek en een inpandige oranjerie. Ook werd er een ruimte als 'zaad- en kweekkamer' ingericht. De oranjerie werd verwarmd door middel van een (toentertijd) vooruitstrevend heteluchtverwarmingssysteem.

### Jan David Zocher Jr.
Hoewel Johann Theodor Übbing ook een tuinontwerp leverde, werd uiteindelijk een landschappelijk park aangelegd door Jan David Zocher jr. (1791-1870). Zocher was in zijn tijd een succesvol landschaps- en tuinarchitect, die ontwierp in de stijl van het neoclassicisme, neogotiek en de latere Engelse landschapsstijl. Naast Jan David Zocher jr. was ook diens jongere broer Karel George Zocher actief op Landfort, maar het is onduidelijk wat hij daar verricht heeft. De tuin werd omstreeks 1825 omgevormd in een landschappelijke park met slingerpaden, grachten, vergezichten, een grafeiland en een meanderende beek. De achttiende-eeuwse visvijver werd ingepast in de moestuin met fruitmuren, waar ook het koetshuis van de buitenplaats stond. Zocher jr. ontwierp ook het verdwenen botenhuis. Al met al werd er een park aangelegd dat in omvang nog geheel is overgeleverd. Zoals op veel landschapsparken, bevinden zich op het park van Landfort enkele tuinsieraden. De Ottomaanse of Oosterse duiventil voor het huis is ontworpen door Johann Theodor Übbing. Dit is een duidelijke Duitse invloed op Landfort, daar in Duitsland in deze tijd meer in de 'Oosterse' trant gebouwd werd. Hetzelfde geldt voor het grafeiland in het park, dat ook meer in Duitsland dan in Nederland voorkwam. Verder bevinden zich op Landfort twee monumentale bruggen en was er een nu verdwenen prieel te vinden.

### Tijdens en na de Tweede Wereldoorlog
De buitenplaats werd tijdens gevechten tussen Duitse en geallieerde troepen ernstig beschadigd. Het koetshuis op Landfort werd zo zwaar beschadigd dat het na de oorlog werd afgebroken. Het Landhuis raakte ook zwaar beschadigd door granaten en kogels. De familie Luyken bleef in een min of meer bewoonbaar deel wonen. De familie werd door uiteenlopende omstandigheden genoodzaakt de buitenplaats in 1970 te verkopen aan Stichting Geldersch Landschap & Kasteelen.
De stichting trof bouwkundige maatregelen aan de constructie van het landhuis en baggerde onder andere de gracht uit. In 1999 nam de Leidse Stichting Rhijngeest de restauratieplicht tegen betaling van één gulden op zich en restaureerde het landhuis. Ook werd de kapotgeschoten duiventoren weer hersteld naar ontwerp van Übbing. In 2006 werd het landhuis verkocht ten behoeve van particuliere bewoning en gaf Het Geldersch Landschap een klein deel van het landgoed uit in erfpacht.

## Na 2017
In 2017 kwam de buitenplaats in handen van stichting Erfgoed Landfort (sEL). Deze particuliere stichting zet zich in Landfort te herstellen naar de situatie zoals die aan het begin van de negentiende eeuw door Johann Albert Luyken werd gecreëerd. Zo zal het koetshuis vanaf de zomer van 2019 herbouwd en de naastgelegen moestuin met visvijver hersteld worden. Het huis wordt gerestaureerd en in het omliggende park wordt de beschoeiing hersteld en de oorspronkelijke soortenrijkdom aan bomen en planten teruggebracht. Op die manier krijgt het park weer het karakter van een negentiende-eeuwse landschapstuin.

## Trivia
- In Spijkenisse is een Landfortlaan, in een buurt waar de wegen naar landgoederen/ -huizen zijn genoemd.
- Bij het Landfort zelf bevindt zich: de Landfortseweg

## Voetnoten
1. ↑  René W.Chr. Dessing & Jan Holwerda (2012). Nationale gids: Historische Buitenplaatsen. Stichting Uitgeverij Noord-Holland. ISBN 978-90-78381-57-0.
2. ↑  Aalbers, Rick, "'Duurste landhuis van Gelderland' twee jaar lang verbouwd", 06-11-2018. Gearchiveerd op 25 mei 2019. Geraadpleegd op 21-05-2019.
3. ↑  Constance D.H. Moes (1991). De architectuurtekeningen uit het archief van J.D. Zocher jr. (1791-1870) en L.P. Zocher (1820-1915). Nederlands Architectuurinstituut Rotterdam. ISBN 90-72469-29-1.
4. ↑  "Advertentie verkoop buitengoed Landfort", 14-06-1823. Geraadpleegd op 21-05-2019.
5. ↑  Holwerda, Jan  (2017). Het verwarmingssysteem van de inpandige orangerie van Landfort. Gearchiveerd op 7 juni 2022. Cascade  28
6. ↑  Josi Smit, Radboud van Beekum (2008). 1791-1870 J.D. Zocher jr.: Architect en tuinarchitect. Rotterdam, pp. 66. ISBN 978-90-76643-31-1.
7. ↑  (de) Wim Meulenkamp (15-12-2010). Am Rande chinesisch: Chinoise Architecturen im Grenzland der Niederlande und Deutschland, in: China Schloss und Garten: Chinoise Architecturen und Innenräume. Sandstein Kommunikation, pp. 100-105. ISBN 978-39-42422-21-5.

Aalst · Aardenburg · Acquoy · Aerdt · Agistaldaburg · Ahof · Aldenhaag · Aller · Ambe · Ammersoyen · Ampsen · Andelst · Angeroyen · Appelburg · Appelse walburg · Appeltern · Arler · Baak · Babberich · Baer · Baerle · Bakerbosch · Balgoij · Barlham · Batenburg · Beek · Beerenclaauw · Bemmel · Bevervoorde · Bergh · Biljoen · Bingerden · Blankenborg (Laren) · Blankenborg · Blauwe Huis · Blokhuis (Ravenswaaij) · Boelenham · Boetselaersborg · Borculo · Boswaai · Brakel · Den Brakel · Den Bramel · Bredevoort · Broekhuizen · Bronkhorst · Bruchem · Bruinhorst · Brunsberg · Bulkestein · Bunswaard · Burcht van Tiel · Buren · De Buurse · Byland · Byvanck · Caetshage · Camphuysen · De Cannenburch · de Cloese · Coldenhove · Culemborg · Dedinckweerd · Delwijnen · Didam · Diepenbroek · Hof te Dieren · Huis Dijck · Dikke Tinne · Doddendaal · Dodewaard · Doornenburg · Doornik · Doorwerth · Dooyenburg · Dorth · Doseburg · Drakenburg · Dreumel · Druten · Duivelshuis · Eerbeek · De Ehze · Elburg · Eldrik · Emmerik · Engelenburg · Groot Engelenburg · Engelrode · Enghuizen · Enspijk · De Essenburgh · Essenpas · Est · Fokkinck · Gameren · Geerestein · Geldermalsen · De Gelderse Toren · Geldersweerd · Gellicum · Gendt · Gennepestein · Glindhorst · Goudenstein · ‘s-Grevenhoef · Groot Hell · Groenlo · Groesbeek · Huis te Groesbeek · Grunsfoort · Gulden Spijker · Hackfort · Hackforts Veenhuis · Hagen · Hagevoort · Hamerden · Hanepol · Harreveld · Harslo · Hassink · Het Haveke · Hedel · Heeckeren · De Heegh · Hees · De Heest · Hellouw · Hemmen · Hernen · Motte van Hernen · Heumen · Heusden · Hoekelum · Hoekenburg · De Hoeve · De Hof · Hof d'Ooy · Hof van Arkel · Huis het Holt · Holthuis · Het Holtslag · Ter Horst · Houberg · St. Hubertus · Huissen · Hulhuizen · Hulkestein · Hulsen · Hunneschans bij De Duno · Hunneschans bij Uddel · Jonker Bloo · 't Joppe · De Kamp · Karssenberg · Kemnade · Keppel · Kermestein · Kernhem · Kervel · Kiefskamp · De Kinkelenburg · Klein Enghuizen · Kleverburg · Kortenhoeve · Laag Helbergen · Lakenburg · Landfort · Langen · Latenstein · De Lathmer · Lathum · Ter Lede · Leegpoel · Leemcuyl · Leeuwen · Leeuwenbergh · Lensenburg · Lent · Leur · Leuvenum · Leyenburg · Lichtenvoorde · Lievenstein · Loenen · Loevestein · Loil · Loowaard · Luynhorst · Hof te Maasbommel · Magerhorst · Malburgen · Malderburcht · Malsen · Manhorst · Marhulsen · De Marsch · Marveld · Mathena · Maurik · Medel · Medestein · 't Medler · Meinerswijk · De Mellard · Mensink · Mergelp · Meteren · 't Meyerink · Middachten · Millingen · Mussenberg · Nagelhorst · Nederhagen · Nederhemert · Neerijnen · Huis Neerijnen · De Nesch · Nettelhorst · Nieuwe Blokhuis ·  Nijburg · Nijenbeek · Old Putten · Notenstein · Nye Huis · Olde Spijker · Oldenaller · Oldenhof (Driel) · Oldenhof (Heteren) · De Ooij · Oolde · Oud Oolde · Oosterhout · Ophemert · Opijnen · Oud Ampsen · Oude Blokhuis · Het Oude Loo · Oude Voorst · Oudenborch · Oud-Wisch · Huis te Overasselt · Overeng · Overhagen · Overlaar · 't Oye · Palmestein · De Parck · Persingen · Plekenpol · Ploen · Pluimenburg · Poederoijen · Poelwijck · Poelwijk · De Pol (Dreumel) · Huis de Poll (Huis te Gietelo) · De Poll (Huissen) · Pollenbering · Pollenstein · Puttenstein · Het Raasink · Ravenhorst · De Rees · Ressen · Reuversweerd · Reygersfoort · Rhijnestein · Huis Rijswijk · Rode Toren · Roode Wald · Rosande · Rosendael · Rossum · Rumpt · Ruurlo · Rijsselt · Schadewijk · Schaffelaar · Scherpenzeel · Schoonbroek · Schoonderbeek · Schoonenburg · Schuilenburg · Schuilkerke · Hof te Seelbeek · Sevenaer I · Sevenaer II · Sinderen (Oude IJsselstreek) · Sinderen (Voorst) · Slangenburg · Sleeburg · Slimsijp · De Snor · Soelen · Spaansweerd · Spaldorp · Spijk · Staverden · Sterkenburg · Swanepol · Tarthorst · Teisterbant (Kerk-Avezaath) · Teisterbant (Kerkdriel) · Ter Dicke · Tolhuis · Tolhuis (Tiel) · Tollenburg · Tongerlo · Toren van Wely · Tuil · Ubbergen · Uilenburg (Ewijk) · Uilenburg (Heteren) · Ulenpas · Ulft · Upladen · Valburg · Valkhofburcht · Valkhofpalts · Vanenburg · Varik · Hof te Varsseveld · 't Velde · Velhorst · Verwolde · Vierakker · De Voorst · Voorstonden · Vorden · Vosbergen · Vredenburg · Vredestein (Driel) · Vredestein (Ravenswaaij) · Vuren · Waardenburg · Waddestein · Wadenoijen · Waede · Wageningen · Walfort · 't Waliën · De Wardt · Watergoor · Watermeerwijk · Wayenstein (Huis te Herwijnen) · Well (Huis van Malsen) · Weijenrade · Westenburg · Westerholt · Weurt · De Wiersse · Wijenburg (Echteld) · De Wildenborch · De Wildt · Wilp · Wilperhorst · Winssen · Wisch · Wychen · Wolfswaard · Woolbeek · Yrst · IJzendoorn · Zeeland · Zilveren Spijker · Zuilichem · Zwaluwenburg · Zwanenburg (Heerde) · Zwanenburg (Megchelen)